# Jost Schilling
Jost Schilling (keine überlieferten Lebensdaten) aus Immighausen, einem heutigen Stadtteil von Lichtenfels (Hessen) im hessischen Landkreis Waldeck-Frankenberg, war ein bedeutender Bildschnitzer und Formschneider im Waldecker Land.
Jost Schilling, der von 1584 bis 1602 urkundlich erwähnt ist, war ein Schüler Philipp Soldans. Er lebte und wirkte vor dem ebenfalls aus Immighausen stammenden und noch bekannteren Josias Wolrat Brützel und zählte zu seiner Zeit zu den bekanntesten Modelbauern für gusseiserne Ofen- und Grabplatten. Schillings Schnitzereien waren noch flächig in der Manier der ausklingenden Renaissance, während Brützels Arbeiten dann schon größere barocke Körperlichkeit und dekorative Vielfalt zeigten. Der Marburger Denkmalpfleger Ludwig Bickell (1838–1901), meint, dass Schilling, der um 1591 zur Herstellung mehrerer Eisenofenplatten mit der Darstellung des biblischen Ölwunders des Elischa verpflichtet worden war, wahrscheinlich als erster die in der Folge weit verbreitete Mode erfand, die Ofenmuster unter einer auf Säulen ruhenden Haube darzustellen. Einige von Schillings geschnitzten Kanzeln und gusseisernen Grabplatten finden sich noch heute in Immighausen und anderen Kirchen im Waldecker Land.

## Werke (Auswahl)
- Renaissance-Kanzel von 1584 in der Michaelskirche in Fürstenberg.[2]
- Kanzel aus dem Jahr 1588 in der Kirche in Immighausen.
- Kanzel aus dem Jahre 1602 in der Kirche St. Veit in Twiste.[3][4]
- Kanzel in der Dorfkirche von Altenlotheim.[5]